# Progressive Railroading
Progressive Railroading ist eine amerikanische Zeitschrift für die nordamerikanische Eisenbahnindustrie. Sie erscheint seit 1972.  
1958 wurde die Zeitschrift Railway Materials von Philip Murphy gegründet und 1963 in Progressive Railroading umbenannt. 1971 schloss sich dieser mit dem Begründer und Herausgeber von Modern Railroads Frank J. Richter (1916–2013) zusammen und gründeten den Verlag Murphy-Richter Publishing in Chicago. Richter wurde Herausgeber von Progressive Railroading. Nach dem Tod von Phil Murphy 1989 wurde der Verlag und damit auch die Zeitschrift an die Verlagsmitarbeiter Ron Mitchell und Rich Zemencik verkauft. Diese verkauften die Zeitschrift 1994 an den in Milwaukee ansässigen Verlag Trade Press Publishing Corporation (seit 2008 Trade Press Media Group). Der Verlag und somit auch Progressive Railroading gehört seit Januar 2018 zur deutschen Forum Media Group.
Die Zeitschrift erscheint monatlich mit einer Auflage von rund 25.000 Exemplaren. Dazu erscheint einmal jährlich Car & Locomotive Buyers’ Guide & Yearbook und das Track Buyers’ Guide & Yearbook.
Neben der Zeitschrift wird die Internet-Plattform progressiverailroading.com betrieben, die die Zeitschrift durch aktuelle Nachrichten, Job-Angebote in der Bahnindustrie ergänzt.

## Railroad Innovator Award
Seit 2009 wird die Auszeichnung Railroad Innovator Award verliehen:
- 2009: E. Hunter Harrison (Canadian National Railway)
- 2010: Matthew K. Rose (BNSF Railway)
- 2011: Michael R. Haverty (Kansas City Southern)
- 2012: James R. Young (Union Pacific Railroad)
- 2013: Charles W. Moorman (Norfolk Southern Railway)
- 2014: Keith Creel (Canadian Pacific Railway)
- 2015: Michael J. Ward (CSX Transportation)
- 2016: Claude Mongeau (Canadian National Railway)
- 2017: John C. Hellmann (Genesee & Wyoming)
- 2018: Ed Hamberger (Association of American Railroads)
- 2019: Patrick Ottensmeyer (Kansas City Southern)
- 2020: James Foote (CSX Transportation)
- 2021: Jean-Jacques Ruest (Canadian National Railway)
- 2022: Rick Webb (Watco)
- 2023: Alan Shaw (Norfolk Southern)
- 2024: Keith Creel (Canadian Pacific Kansas City)
- 2025: Jim Vena (Union Pacific Railroad)